# La Rocque

La Rocque este o comună în departamentul Calvados, Franța. În 1 ianuarie 2018 avea o populație de 85 de locuitori.